# Matthew Fisher

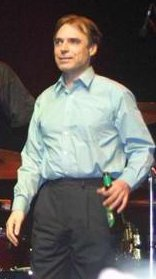
Matthew Fisher con i Procol Harum nel 2001

Matthew Charles Fisher (Croydon, 7 marzo 1946) è un musicista, cantante, compositore produttore discografico britannico, ex tastierista dei Procol Harum.

## Biografia
Da adolescente aveva suonato il basso i gruppi musicali di coetanei, ma intorno al 1964 iniziò a suonare le tastiere. Comprò due Vox Continental e fece una tournée con la band di Billy Fury. Infine nel 1966 incontrò Ian McLagan, organista degli Small Faces e fu affascinato dall'Hammond e dal Leslie.
Dopo aver suonato con diversi gruppi e musicisti come Ritchie Blackmore, fu contattato da Gary Brooker e Keith Reid dei Procol Harum, gruppo al quale si unì.